# Les Cosaques (film, 1960)
Pour les articles homonymes, voir Les Cosaques (homonymie).
Pour plus de détails, voir Fiche technique et Distribution.
Les Cosaques (I cosacchi) est un film franco-italien réalisé par Viktor Tourjansky et Giorgio Venturini sorti en 1960.

## Fiche technique
- Titre italien : I cosacchi[1]
- Réalisation : Viktor Tourjansky et Giorgio Venturini
- Scénario : Damiano Damiani, Ugo Liberatore, Viktor Tourjansky, Federico Zardi
- Production :  C.F.S. Kosutnjak, Comptoir Français de Productions Cinématographiques (CFPC), Explorer Film '58
- Photographie : Massimo Dallamano
- Musique : Giovanni Fusco
- Montage : Antonietta Zita
- Durée : 100 minutes
- Dates de sortie: 
  - Italie : 4 février 1960
  - France 4 mai 1960

## Distribution
- Edmund Purdom (VF : Jean Davy) : Shamil, le Sheik
- John Drew Barrymore : Jamal
- Giorgia Moll : Tatiana
- Elena Zareschi : Patima
- Pierre Brice : Boris Sarubin
- Erno Crisa : Kasi
- Maria Grazia Spina : Alina
- Louis Seigner : 	Bibikof
- Feodor Chaliapin Jr. : Hassan